# RC4WD
RC4WD – firma produkująca i sprzedająca pojazdy oraz części do pojazdów sterowanych drogą radiową założona w 2001 roku w San Francisco. Produkty są wybierane przez NASA i pojawiały się w telewizji i prasie w wielu krajach. Firma wyprodukowała części do najszybszego sterowanego zdalnie samochodu zasilanego na baterie.

## RC4WD w mediach

### Nagrody i wyróżnienia
- Maj 2010 - magazyn Wired - "Editor's Pick" RC4WD Killer Krawler
- Listopad 2011 - NASA RC Rover Robotic Arm - RC4WD Killer Krawler[3]

### W telewizji
- Lipiec 2012r. - RC4WD w Stacey David's Gears (Speed Channel)[4]

## Odnośniki
- Strona internetowa